# Tapuiasaurus macedoi
Il tapuiasauro (Tapuiasaurus macedoi) è un dinosauro erbivoro appartenente ai sauropodi. Visse nel Cretaceo inferiore (Aptiano, circa 120 milioni di anni fa) e i suoi resti fossili sono stati ritrovati in Brasile.

## Descrizione
Questo dinosauro è conosciuto per un cranio quasi completo e per parte di uno scheletro, che comprende parte delle zampe anteriori, gran parte di quelle posteriori e alcune vertebre dorsali e cervicali. L'aspetto più interessante è dato dal cranio, che si è conservato insolitamente bene, soprattutto considerando che i fossili di crani dei suoi parenti più stretti (i titanosauri) sono una rarità. Il cranio era relativamente lungo e basso, dotato di denti a piolo all'estremità delle fauci, e l'aspetto generale assomigliava a quello dei sauropodi giurassici Apatosaurus e Diplodocus, vissuti molti milioni di anni prima. I denti, tuttavia, sono in numero maggiore. 

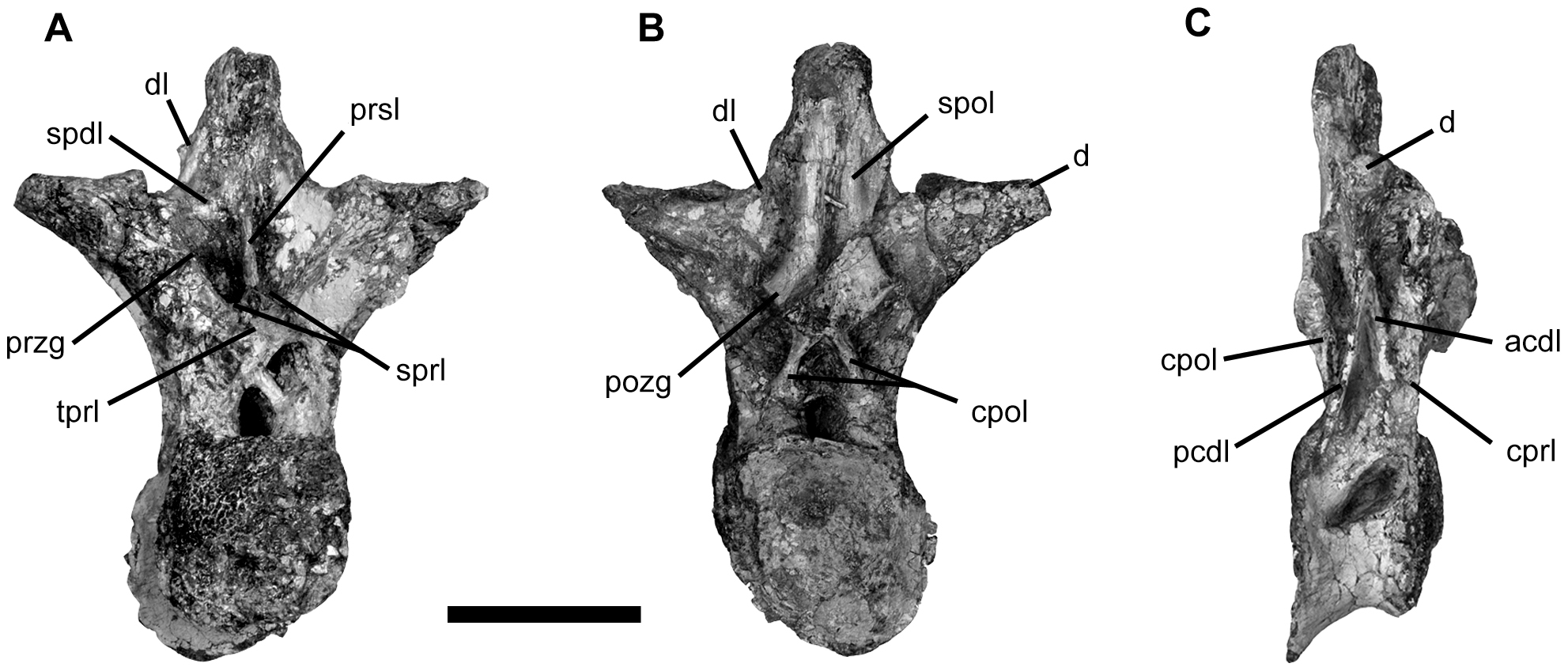
Vertebra di Tapuiasaurus

Il cranio era molto simile a quello di altri sauropodi titanosauri del Cretaceo superiore, come Nemegtosaurus e Rapetosaurus, ma era sprovvisto del curioso profilo ricurvo di Nemegtosaurus e le finestre antorbitali non erano grandi come in Rapetosaurus. Come tutti i sauropodi, anche Tapuiasaurus doveva avere collo e coda lunghi, un corpo voluminoso e arti colonnari.

## Classificazione
Descritto per la prima volta nel 2011, Tapuiasaurus è considerato un rappresentante piuttosto avanzato dei titanosauri (i sauropodi dominanti nel Cretaceo), ma è piuttosto antico rispetto ad altre forme simili: è ritenuto uno dei primi rappresentanti dei nemegtosauridi, una famiglia di titanosauri dal cranio allungato, tipici del Cretaceo superiore. I resti di Tapuiasaurus provengono dalla formazione Quiricó, nello stato di Minas Gerais del Brasile orientale.